# Mary Tsoni
Mary Tsoni (en grec: Μαίρη Τσώνη; Atenes, 25 de juny de 1987 – 8 de maig de 2017) va ser una actriu i cantant grega. És coneguda pels seus papers a les pel·lícules Το Kako (2005), Kynodontas i To Kako Stin epohi Ton Iroon (ambdues de 2009). Per la seua interpretació a Kynodontas, va guanyar el premi a la millor actriu al Festival de Cinema de Sarajevo, i la pel·lícula va ser nominada al premi Oscar a la millor pel·lícula de parla no anglesa.
Nascuda a Atenes, Tsoni també va ser la cantant principal d'un grup de música punk anomenat Mary and the Boy, abans de la seva carrera com a actriu i maquilladora. Tsoni va ser trobada morta al seu apartament al barri d'Exàrkhia el 8 de maig de 2017, un mes abans de fer els trenta anys. La seva mort fou a causa d'un edema pulmonar.

## Filmografia
| Any  | Títol                        | Paper        |
| ---- | ---------------------------- | ------------ |
| 2005 | Το Kako                      | Jenny        |
| 2005 | Die Nordend Strasse          | Mary         |
| 2009 | Kynodontas                   | Filla petita |
| 2009 | To Kako Stin epohi Ton Iroon | Jenny        |
| 2010 | Artherapy                    |              |
| 2010 | Ta oporofora tis Athinas     |              |
| 2018 | Motherland                   | Mary         |